# Borglanda Flygfält
Luchthaven Borgholm (Borglanda) is een klein vliegveld ten zuiden van Borgholm op het eiland Öland.